# Tetranchyroderma gracilium
Tetranchyroderma gracilium är en djurart som tillhör fylumet bukhårsdjur, och som beskrevs av Chang, Lee och Clausen 1998. Tetranchyroderma gracilium ingår i släktet Tetranchyroderma och familjen Thaumastodermatidae. Inga underarter finns listade i Catalogue of Life.